# Ligat ha'Al 1999-2000
La Ligat ha'Al 1999-2000 è stata la 59ª edizione della massima divisione del campionato israeliano di calcio.
Fu la prima edizione con la denominazione di "Ligat ha'Al", a seguito della ristrutturazione del campionato nazionale deciso dall'IFA, mentre la "Liga Leumit" divenne la seconda divisione.
Rispetto alla stagione precedente, il numero delle partecipanti fu ridotto da 16 a 14. Al termine della stagione, il numero sarebbe stato ulteriormente ridotto a 12, per mezzo di 3 retrocessioni in Liga Leumit e una sola promozione.
Altresì, la formula del campionato fu modificata: dopo i gironi di andata e ritorno (prime 26 giornate), si sarebbe disputato un terzo turno. Anche in quest'ultimo ogni squadra avrebbe affrontato ciascuna delle altre; tuttavia, il calendario di tale ulteriore girone non avrebbe ripreso quello dei gironi di andata e di ritorno, venendo, invece, stabilito sulla base dei piazzamenti ottenuti dalle singole squadre fino a quel momento in classifica. In totale, ogni squadra avrebbe disputato 39 partite.
Il campionato ebbe inizio il 14 agosto 1999 e si concluse il 27 maggio 2000 con la vittoria dell'Hapoel Tel Aviv (decimo titolo).
Capocannoniere del torneo fu Asi Tubi, del Maccabi Petah Tiqwa, con 27 goal.

## Squadre partecipanti
| Club                | Città         |
| ------------------- | ------------- |
| Ashdod              | Ashdod        |
| Bnei Yehuda         | Tel Aviv      |
| Hapoel Gerusalemme  | Gerusalemme   |
| Hapoel Haifa        | Haifa         |
| H. Rishon LeZion    | Rishon LeZion |
| Hapoel Kfar Saba    | Kfar Saba     |
| Hapoel Petah Tiqwa  | Petah Tiqwa   |
| Hapoel Tel Aviv     | Tel Aviv      |
| Maccabi Haifa       | Haifa         |
| Maccabi Herzliya    | Herzliya      |
| Maccabi Netanya     | Netanya       |
| Maccabi Petah Tiqwa | Petah Tiqwa   |
| Maccabi Tel Aviv    | Tel Aviv      |

## Classifica finale
|                     | Pos. | Squadra             | Pt | G  | V  | N  | P  | GF | GS | DR  |
| ------------------- | ---- | ------------------- | -- | -- | -- | -- | -- | -- | -- | --- |
| Campione di Israele | 1.   | Hapoel Tel Aviv     | 85 | 39 | 27 | 7  | 6  | 76 | 28 | +48 |
|                     | 2.   | Maccabi Haifa       | 76 | 39 | 22 | 10 | 7  | 86 | 35 | +51 |
|                     | 3.   | Hapoel Petah Tiqwa  | 74 | 39 | 23 | 5  | 11 | 77 | 52 | +25 |
|                     | 4.   | Maccabi Petah Tiqwa | 60 | 39 | 18 | 6  | 15 | 50 | 47 | +3  |
| [ 2 ]               | 5.   | Beitar Gerusalemme  | 59 | 39 | 15 | 14 | 10 | 61 | 54 | +7  |
|                     | 6.   | Maccabi Tel Aviv    | 58 | 39 | 18 | 8  | 13 | 66 | 42 | +24 |
|                     | 7.   | Hapoel Haifa        | 57 | 39 | 13 | 18 | 8  | 53 | 36 | +17 |
|                     | 8.   | Ashdod              | 52 | 39 | 13 | 13 | 13 | 48 | 49 | -1  |
|                     | 9.   | H. Rishon LeZion    | 43 | 39 | 10 | 13 | 16 | 41 | 65 | -24 |
|                     | 10.  | Bnei Yehuda         | 41 | 39 | 10 | 11 | 18 | 53 | 71 | -18 |
|                     | 11.  | Maccabi Netanya     | 40 | 39 | 9  | 13 | 17 | 37 | 64 | -27 |
|                     | 12.  | Hapoel Kfar Saba    | 38 | 39 | 8  | 14 | 17 | 40 | 56 | -16 |
|                     | 13.  | Maccabi Herzliya    | 35 | 39 | 9  | 8  | 22 | 33 | 73 | -40 |
|                     | 14.  | Hapoel Gerusalemme  | 24 | 39 | 6  | 6  | 27 | 33 | 82 | -49 |

## Verdetti
- Hapoel Tel Aviv campione di Israele 1999-2000, qualificato al secondo turno preliminare della Champions League 2000-2001
- Maccabi Haifa e Beitar Gerusalemme qualificati al turno preliminare della Coppa UEFA 2000-2001
- Hapoel Petah Tiqwa qualificato al primo turno della Coppa Intertoto 2000
- Hapoel Kfar Saba, Maccabi Herzliya e Hapoel Gerusalemme retrocessi in Liga Leumit 2000-2001
- Hapoel Tzafririm Holon promosso in Ligat ha'Al 2000-2001

## Classifica marcatori
| Calciatore        | Squadra             | Gol |
| ----------------- | ------------------- | --- |
| Assi Tubi         | Maccabi Petah Tiqwa | 27  |
| Serghei Cleșcenco | Maccabi Haifa       | 22  |
| Yossi Benayoun    | Maccabi Haifa       | 19  |
| Rafi Cohen        | Maccabi Haifa       | 18  |
| Romen Harazi      | Hapoel Tel Aviv     | 17  |
| Kobi Refua        | Bnei Yehuda         | 17  |
| Eli Arbanel       | Hapoel Petah Tiqwa  | 14  |
| Amir Turgeman     | Hapoel Haifa        | 14  |